# Duarte Pio Bragança
Dom Duarte Pio, książę Bragança, Duarte Pio João Miguel Gabriel Rafael de Bragança (ur. 15 maja 1945 w Bernie) – książę Bragança, od 1976 pretendent do tronu Portugalii.

## Życiorys
Urodził się jako najstarszy syn Duarte Nuno, księcia Bragança, i jego żony – Marii Franciszki Orleańskiej-Bragança, księżniczki Brazylii. Przyszedł na świat w ambasadzie portugalskiej w Szwajcarii, kiedy jego rodzina wciąż znajdowała się na wygnaniu na podstawie prawa z grudnia 1834 i października 1910. Od 1910 Portugalia jest republiką, ale aby zapewnić potomkom prawo do ewentualnej sukcesji tronu Portugalii, rodzice Duarte Pio zaaranżowali narodziny swoich dzieci na terytorium portugalskim w ambasadzie portugalskiej w Bernie i dzięki temu otrzymały one obywatelstwo portugalskie.
Rodzicami chrzestnymi Duarte Pio byli papież Pius XII i Amelia Orleańska, królowa Portugalii, matka ostatniego króla Manuela II Patrioty.
27 maja 1950 Zgromadzenie Narodowe Portugalii uchyliło ustawę z 19 grudnia 1834 i 15 października 1910 (Lei do Banimento), na mocy której doszło do wygnania z ojczyzny najpierw Michała I i jego rodziny, a potem Manuela II z rodziną. W 1951 Duarte Pio w towarzystwie swojej ciotki, infantki Filipy, po raz pierwszy odwiedził ojczyznę. W 1952 razem z rodzicami i dwoma młodszymi braćmi na stałe zamieszkał w Portugalii. W latach 1957–1959 uczęszczał do Colégio Nun' Álvres w Santo Tirso. W 1960 zaczął naukę w Colégio Militar w Lizbonie. W Instituto Superior de Agronomia (obecnie część Politechniki Lizbońskiej) otrzymał dyplom, a potem ukończył jeszcze studia na Uniwersytecie Genewskim.
W latach 1968–1971 odbył służbę wojskową jako pilot helikoptera w portugalskich siłach powietrznych w Angoli w czasie wojny kolonialnej. W 1972 razem z multietniczną grupą Angolczyków uczestniczył w organizacji niezależnej listy kandydatów do Zgromadzenia Narodowego. Jego zaangażowanie spowodowało usunięcie go z Angoli na polecenie ówczesnego premiera Marcelo Caetano.

## Pretendent do tronu
Ostatnim królem Portugalii był Manuel II Patriota, który został obalony i wygnany w 1910. Duarte Pio jest jego najbliższym krewnym w linii męskiej. Są bliżsi krewni w linii żeńskiej (według Konstytucji z 1826 kobiety mogą dziedziczyć tron Portugalii), ale żaden z nich nie ma portugalskiego obywatelstwa (które według tej samej konstytucji jest wymagane), więc żaden z nich nie może zgłosić pretensji do tronu.
Niektórzy z portugalskich monarchistów nie uznają Duarte Pio. Dyskusja trwa od 1828, kiedy pradziadek Duarte Pio, Michał I Uzurpator sam siebie ogłosił królem. Michał I obalił swoją bratanicę Marię II da Gloria, ale ostatecznie został przez nią obalony i wygnany, a jego potomkom zakazano powrotu do ojczyzny i na zawsze wykluczono z sukcesji tronu. W 1912 i 1922 dziadek Duarte Pio, Michał (II), pogodził się z królem Manuelem II, ale nie wszyscy monarchiści zaakceptowali pojednanie. W Portugalii jest kilka organizacji monarchistycznych, które uważają, że jeśli Portugalczycy kiedykolwiek zdecydują się przywrócić monarchię, to tylko Kortezy albo Zgromadzenie Narodowe mogą legalnie wyznaczyć pretendenta do tronu. Jedna z organizacji, Integralismo Lusitano, zamiast Manuela II od początku popierała Michała (II).
W maju 2006 portugalskie ministerstwo spraw zagranicznych wydało oświadczenie, w którym Duarte Pio wymieniony był jako „książę Bragança”. W odpowiedzi na to oświadczenie, 5 czerwca 2006 Nuno da Câmara Pereira, członek parlamentu i lider Ludowej Partii Monarchistycznej wystosował zapytanie do przewodniczącego Zgromadzenia, z prośbą o formalne uznanie Duarte Pio, księcia Bragança, jako ubiegającego się o tron. W oficjalnej odpowiedzi z 11 lipca 2006 przypomniano mu, że konstytucja portugalska gwarantuje ustrój republikański.

## Kampania na rzecz Timoru Wschodniego
Duarte Pio był głównym orędownikiem niepodległości Timoru Wschodniego, byłej kolonii portugalskiej, która od 1975 znalazła się pod okupacją Indonezji. Zanim jeszcze sprawa zyskała światowy rozgłos, Duarte Pio rozpoczął kilka narodowych i międzynarodowych kampanii m.in. Timor 87 Vamos Ajudar i Lusitânia Expresso w 1992. W 1997 Duarte Pio zasugerował indonezyjskiemu wiceprezydentowi Jusufowi Habibie, przeprowadzenie referendum w Timorze Wschodnim w sprawie niepodległości. W 1998 Habibie został prezydentem Indonezji, a kilka lat później referendum przeprowadzono i Timor Wschodni uzyskał niepodległość.

## Małżeństwo i potomstwo
13 maja 1995 Duarte Pio ożenił się z Isabel de Herédia (Isabel Inês de Castro Curvelo de Herédia), portugalską bizneswoman (ur. 22 listopada 1966 w Lizbonie), córką architekta Jorge de Herédii (prawnuka 1. wicehrabiego Ribeira Brava) i Raquel Leonor Pinheiro Curvelo.
Był to pierwszy ślub w portugalskiej rodzinie królewskiej, od 1886 i ślubu króla Karola I Dyplomaty z Amelią Orleańską, który miał miejsce na terenie Portugalii. Ceremonia odbyła się w klasztorze Hieronimitów w Lizbonie, ślubu udzielił parze kardynał António Ribeiro, patriarcha Lizbony. Wśród gości znaleźli się czołowi politycy portugalscy m.in. prezydent Mário Soares i premier Aníbal Cavaco Silva oraz reprezentanci innych dynastii królewskich Europy.
Potomstwo Duarte Pio i Isabel:
- infant Afonso de Santa Maria Miguel Gabriel Rafael de Bragança (ur. 25 marca 1996), książę Beira, książę Barcelos
- infantka Maria Francisca Isabel Micaela Gabriela Rafaela Paula de Herédia de Bragança (ur. 3 marca 1997)
- infant Dinis de Santa Maria Miguel Gabriel Rafael Francisco João de Herédia de Bragança (ur. 25 listopada 1999), książę Porto

Zarówno ślub jak i narodziny pierwszego syna znalazły się w Portugalii w centrum zainteresowania opinii publicznej.